# Arctia conjuncta
Arctia conjuncta là một loài bướm đêm thuộc phân họ Arctiinae, họ Erebidae.